# Gus Bivona
Gus Bivona (25 de Novembro de 1915 — 5 de Janeiro de 1996) foi um músico estadunidense. Gus tocava uma variedade de clarinetes, saxofones e flautas, e teve seu auge durante a época das big bands de jazz. Após a Segunda Guerra Mundial, Gus tornou-se integrante da MGM Studio Orchestra, participando de uma grande quantidade de gravações de banda sonora de filmes.